# Тихоокеанская саламандра
Тихоокеанская саламандра (лат. Ensatina eschscholtzii) — вид хвостатых земноводных семейства Безлёгочные саламандры (Plethodontidae). Видовое латинское название дано в честь российского естествоиспытателя Иоганна Эшшольца (1793—1831).
Общая длина достигает 14,5 см. Голова небольшая, толстая. Морда короткая, несколько закругленная. Глаза немного приподняты вверх. Туловище стройное, крепкое. По бокам бывают морщины, или небольшие складки кожи. Конечности небольшие, могут быть тонкими, с 4 пальцами. Хвост довольно длинный, сужающийся на конце.
Окраска варьирует от коричневого до красновато-коричневого цвета со светлыми пятнами на спине, у некоторых подвидов они переходят на хвост или голову. Эти пятна у разных подвидов могут иметь неодинаковый размер.
Любит лесные, скалистые, горные местности. Встречается на высоте до 2833 метров над уровнем моря. Прячется в лесной подстилке или под камнями. Активна ночью. Питается различными насекомыми и членистоногими.
Размножение происходит в сезон дождей — с сентября по апрель. Самка откладывает от 3 до 25 яиц под бревном, корой, в оставленных норах животных.
Вид распространён от Британской Колумбии в Канаде через штаты Вашингтон, Орегон, Калифорния в США до Нижней Калифорнии в Мексике.